# 중영산
중영산(中靈山)은 <영산회상>의 둘째 곡이다. 상영산 4괘를 7괘로 4도 올려서 변주한 것이다. 상영산과 같이 10박 한 장단이다. 상영산보다 조금 빠르다.
현행(現行) 중영산은 다음과 같이 18장단으로 되어 있다.
- 초장 －제1-4장단(4장단)
- 2장 － 제5-8장단(4장단)
- 3장 － 제9-11장단(3장단)
- 4장 － 제12-14장단(3장단)
- 5장 － 제15-18장단(4장단)

중영산은 상영산을 다음과 같이 변주한 것이다. 즉 중영산은 현행 중영산의 4장까지의 14장단이고 현행 중영산 5장은 본래 중영산에 속하지 않고 잔영산 초장이 되어야 하는 것이다. 그러나 중영산이 현행 중영산의 초장으로 시작하느냐가 남은 문제다. 현행 중영산 초장이 상영산 초장에 해당하지 않기 때문이다. 둘째로 중영산 14장단은 상영산 17장단과 비교될 수 없기 때문이다.
상영산 항(項)에서 밝힌 바와 같이 중영산의 본형(本形)은 현행 상영산의 5장(또는 4장의 넷째 장단)에서 시작하여 현행 중영산 3장 끝까지 14장단이다. 다시 말하면 중영산의 본형은 본행 중영산 초장에서 4장까지가 아니고 상영산 5장에서 중영산 3장까지이다. 그렇게 해서 얻은 중영산 14장단은 상영산 14장단과 그 길이에서 일치하고, 그렇게 해서 얻은 중영산의 초장(현행 상영산 5장)이 상영산 초장과 대조되었을 때, 그 아홉째 장단(현행 중영산 2장 둘째 장단)이 상영산 아홉째 장단의 변주임을 나타낸다. 중영산은 상영산의 2장을 처음으로 시작하여 변주함으로써 중영산이라 불리게 된 것이다.